# Parvoraphidia microstigma
Parvoraphidia microstigma is een kameelhalsvliegensoort uit de familie van de Raphidiidae. De soort komt voor in Zuidoost-Europa.
Parvoraphidia microstigma werd voor het eerst wetenschappelijk beschreven door Johann Philip Emil Friedrich Stein in 1863. Het lectotype is afkomstig uit Griekenland en wordt bewaard in het Museum für Naturkunde in Berlijn.